# Ratpenat llengut jamaicà
El ratpenat llengut jamaicà (Monophyllus redmani) és una espècie de ratpenat de la família dels fil·lostòmids, que viu a les Bahames, Cuba, la República Dominicana, Haití, Jamaica i Puerto Rico.

## Subespècies
- Monophyllus redmani clinedaphus
- Monophyllus redmani portoricensis
- Monophyllus redmani redmani